# Jacques Sicard
Pour les articles homonymes, voir Sicard.
Jacques Sicard, né le 13 novembre 1949 à Toulon, est un écrivain, poète, critique et cinéphile français.

## Biographie
Spectateur des œuvres cinématographiques de Friedrich Wilhelm Murnau, Yasujirõ Ozu, Chris Marker et Jean-Luc Godard, Jacques Sicard collabore à partir de 2004 à des revues de cinéma, imprimées ou numériques, dont La Lettre du Cinéma auprès de Vincent Dieutre, et Les Cahiers du cinéma, sous la direction de Jean-Michel Frodon, par le biais d'une chronique régulière sur le web,.
De 2005 à 2009, ce sont 142 ciné-poèmes dénommés "Cartes-postales ciné-poétiques" sur le site internet des Cahiers du Cinéma qui sont publiés.
De 2010 à 2022, il est membre du Comité de rédaction de la revue Verso. En parallèle, il participe de façon suivie aux Cahiers de Tinbad fondés par Guillaume Basquin, à Hippocampe dont Gwilherm Perthuis est le rédacteur en chef et à La Barque dans l’Arbre inspirée par Olivier Gallon.
D’autres revues relevant de la littérature, de la poésie et plus généralement des Arts, ont accueilli ses textes.
En 2013, il publie son premier ouvrage composé de notes poétiques : Films en prose.
En février 2021, il publie son onzième ouvrage : Vingt-cinq photographies de Chris Marker.

## Style et contenu
Un ciné-poème est un film transposé en phrases, de la longueur d'une notation (que sa forme sur la page soit proche de celle du cadre cinématographique) « dont les modèles sont les Petits Poèmes en prose de Baudelaire et Les Illuminations de Rimbaud ».

## Publications
- Films en prose, Paris, La Barque, 2013, 208 p. (ISBN 978-2917504093)
- Nature morte au cinéma : & autres textes, Paris, Peigneurs de Comètes, 2014, 244 p. (ISBN 978-2353212392)
- Abécédaire, Paris, La Barque, 2014, 40 p. (ISBN 978-2917504154)[10]
- Notes Monochromes, Lyon, De l'Incidence, 2015, 230 p. (ISBN 978-2918193333)
- La Géode et l'Éclipse, Sète, Le Pli, 2017, 180 p. (ISBN 978-2914932196)[11],[12]
- Suites chromatiques, Paris, Tinbad, 2018, 152 p. (ISBN 979-1096415168)[13],[14],[15]
- Ozu-san, Les Nans, Z4 Éditions, 2019, 104 p. (ISBN 978-2490595600)[16]
- Coécrit avec Philippe Blanchon, Chorus, Toulon, La Nerthe, 2019, 118 p. (ISBN 978-2490774005)[17]
- Coécrit avec Philippe Blanchon, Godard : De Manon Lescaut à Manon L’Écho, Toulon, La Nerthe, 2019, 66 p. (ISBN 978-2916862811)
- Coécrit avec Alain Jugnon, Philippe Blanchon, Film de phrase : manifestes matérialistes de la rencontre, Toulon, La Nerthe, 2020, 118 p. (ISBN 978-2490774098)[18]
- Vingt-cinq photographies de Chris Marker, Paris, La Barque, 2021, 48 p. (ISBN 978-2917504475)[19],[20]
- Rimbaud l'ancien, poème, Toulon, La Nerthe, 2021, 46 p. (ISBN 978-2490774241)
- Coécrit avec Philippe Blanchon, Nippes, Toulon, La Nerthe, 2021, 36 p. (ISBN 978-2490774258)
- Photogramme arrêté : portrait, Nancy, TARMAC éditions, 2022, 170 p. (ISBN 979-1096556359)
- De la Maison Jaune, Paris, La Barque, 2023, 96 p. (ISBN 978-2917504604)
- Coécrit avec Frédéric Khodja (peinture), Past Time Paradise, Paris, Éditions les murmurations, 2025, 60 p. (ISBN 979-1097446208)

Ouvrages collectifs
- « Bartas, Poésie », dans Sharunas Bartas ou Les Hautes Solitudes, [Saint-Vincent-de-Mercuze] : De l'Incidence  ; [Paris] : Centre Pompidou, 2016, 240 p. (ISBN 978-2918193364), p. 211-219  Hommage à Šarūnas Bartas
- « L’œil et la peau », dans Cahiers Artaud N°3, sous la direction d'Alain Jugnon, Meurcourt, Éditions les Cahiers, octobre 2017, 280 p. (ISBN 979-1095977018), p. 195-208
- Coécrit avec Philippe Blanchon, Alain Jugnon, René Noël, Pierre Rottenberg, Michel Surya, Politique de l'auteur, Toulon, La Nerthe, 2021, 64 p. (ISBN 978-2490774166)
- Coécrit avec Philippe Blanchon, Bruno Lemoine, René Noël, Politique de l'auteur 2, Toulon, La Nerthe, 2021, 70 p. (ISBN 978-2490774203)
- Coécrit avec Philippe Blanchon, Bruno Lemoine, René Noël, Politique de l'auteur 3, Toulon, La Nerthe, 2022, 72 p. (ISBN 978-2490774296)
- « Nicholas Ray Poème », dans Toute la Lire, Cahier N°4, sous la direction de Christian Désagulier, Mézidon Vallée D'Auge, Éditions Terracol, juin 2022, 190 p. (ISBN 978-2491418052), p. 36-45
- Coécrit avec Philippe Blanchon, Alphonse Clarou, Olivier Gallon, Bruno Lemoine, René Noël, Louis Zukofsky, Politique de l'auteur 4, Toulon, La Nerthe, 2022, 120 p. (ISBN 978-2490774302)
- « Rainer Werner Fassbinder », dans Les Cahiers de Tinbad, N°13, sous la direction de Guillaume Basquin, Paris, Tinbad, octobre 2022, 128 p. (ISBN 979-1096415496), p. 2-7
- « Nicholas Ray Poème », dans La Barque dans l'arbre, N°6, sous la direction de Olivier Gallon, Rennes, La Barque, octobre 2022, 80 p. (ISBN 978-2917504598), p. 37-41
- (he) « La Laisse et le Chat », dans Davar HaDomé LéTsiltsoul Pa'amone - La Chose qui résonne comme un son de cloche, sous la direction de Sabine Huynh, Tel Aviv, Peham éditions, janvier 2023, 133 p. (ISBN 978-9655981834), p. 49-50[21]
- « Dix fois un cadre », dans Revue Lignes, N°71 - Jean-Luc Godard, encore et après, sous la direction de Michel Surya, Fécamp, Éditions Lignes, juin 2023, 260 p. (ISBN 978-2355262135), p. 221-225